# Academia de Artes, Ciencia, Tecnología e Investigación Shanmugha
La Academia de Artes, Ciencias, Tecnología e Investigación Shanmugha, también conocida como SASTRA, es una universidad privada y reconocida en la ciudad de Thirumalaisamudram, distrito de Thanjavur, Tamil Nadu,  India. SASTRA está clasificada por agencias de clasificación globales como Times Higher Education y QS. Ofrece cursos de pregrado, posgrado y doctorado en ingeniería, ciencia, educación, administración, derecho y artes.